# Eilema nitens
Eilema nitens là một loài bướm đêm thuộc phân họ Arctiinae, họ Erebidae.